# Liste der Mitglieder der Deutschen Akademie der Naturforscher Leopoldina/1791
Die Liste der Mitglieder der Deutschen Akademie der Naturforscher Leopoldina für 1791 enthält alle Personen, die im Jahr 1791 zum Mitglied ernannt wurden. Insgesamt gab es elf neu gewählte Mitglieder.

## Mitglieder
| Nr. | Name                                             | Beiname               | Geboren       | Aufnahme | Gestorben     | Sektion   | Bild                                                               | Datenbank                         |
| --- | ------------------------------------------------ | --------------------- | ------------- | -------- | ------------- | --------- | ------------------------------------------------------------------ | --------------------------------- |
| 929 | Kurt Sprengel                                    | Sosimenes II.         | 3. Aug. 1766  | 15. Feb. | 15. März 1833 | Botanik   | Kurt Sprengel                                                      | Kurt Sprengel                     |
| 930 | Johann Nepomuk August Ungelter von Deissenhausen | Eudemus IV.           | 20. Feb. 1731 | 6. Apr.  | 26. Jan. 1804 |           | Bischofsweihe von Johann Nepomuk August Ungelter von Deissenhausen | Johann Nepomuk Frhr. von Ungelter |
| 931 | Karl Magnus Blom                                 | Eudemus IV.           | 1. März 1737  | 13. Apr. | 1815          | Medizin   |                                                                    | Karl Magnus Blom                  |
| 932 | Carl Friedrich Wilhelm Schall                    | Salustius II.         | 1756          | 2. Mai   | ca. 1800      |           |                                                                    | Carl Friedrich Wilhelm Schall     |
| 933 | Luigi Valentino Brugnatelli                      | Bion II.              | 14. Feb. 1761 | 4. Mai   | 24. Okt. 1818 | Chemie    | Luigi Valentino Brugnatelli                                        | Lodovigo Valentino Brugnatelli    |
| 934 | Henry Muhlenberg                                 | Hierothenus IV.       | 17. Nov. 1753 | 3. Jul.  | 13. Mai 1815  |           | Henry Muhlenberg                                                   | Heinrich Ernst Mühlenberg         |
| 935 | Benjamin Rush                                    | Sostratus VI.         | 4. Jan. 1746  | 3. Jul.  | 19. Apr. 1813 | Medizin   | Benjamin Rush                                                      | Heinrich Ernst Mühlenberg         |
| 936 | Félix Vicq d’Azyr                                | Aretaeus IV.          | 23. Apr. 1748 | 3. Jul.  | 20. Juni 1794 | Medizin   | Félix Vicq d’Azyr                                                  | Felix Vicq d’Azyr                 |
| 937 | Johann Heinrich Rahn                             | Acarnan IV.           | 1749          | 20. Aug. | 1812          | Physik    | Johann Heinrich Rahn                                               | Johann Heinrich Rahn              |
| 938 | Joseph Johann Baptista Rainer                    | Heraclides V.         |               | 13. Okt. |               | Botanik   |                                                                    | Joseph Johann Baptista Rainer     |
| 939 | Friedrich von Wendt                              | Diocles Carystius IV. | 28. Sep. 1738 | 28. Dez. | 2. Mai 1818   | Chirurgie |                                                                    | Friedrich von Wendt               |

## Hinweis zu den Lebensdaten
In der Liste sind zunächst die Lebensdaten gemäß Archiv der Leopoldina aufgenommen. Diese beziehen sich bei noch nicht erstellten Namensartikeln auf die Angaben gem. Neigebaur (1860), Ule (1889) und dem Abgleich mit Wikidata. Die Lebensdaten im später erstellten Namensartikel können daher noch von den Lebensdaten in der Liste abweichen.